# Radioじらいげん
Radioひらいしん（れでぃおひらいしん）は、あさかFM（775ライブリーFM）より放送されているミュージシャン井塔由梨とおざわ彩瑛によるラジオ番組。
毎週金曜日23:30～24:00放送。
旧番組名はRadioじらいげん。同一パーソナリティによる前番組であるRadioじらいげんが2018年11月2日放送開始。2020年9月25日、放送局であるクローバーメディアの閉局停波に伴い終了。
ただしその翌週（2020年10月2日）から同一電波が朝霞FMとなりRadioじらいげんからRadioひらいしんとして新番組を開始している。

## 概要
「深夜ラジオ独特のギリギリのラインで世の中のありとあらゆることにメスを入れていく」というコンセプトのもと、女性2人の独特な感性でトークが繰り広げられる。

## 番組進行
直近に起こった出来事や季節折々の食べ物の話など、ざっくばらんな話をしたのち「Radioひらいしん」（井塔）「スタート」（おざわ）というタイトルコールののち、オープニングジングル→1曲目で始まる。
リスナーからの質問に答えるコーナー、おざわ彩瑛の詩吟コーナーなどがある。
番組終了時のあいさつは「ゲオスミン」だが、意味は特になく2人が単にさようならの意味で使っている。
ゲストを招いての回においてはゲストの「公式ウェブサイト」の自己紹介に当たる箇所を読み上げる。なお、公式サイトがない場合は該当の人物の「Wikipedia」を読み上げる。ゲストのチョイスは多種多様である。

## コーナー

### なんの変哲もないお便り
所謂ふつおたコーナー

### 切実問題！助けて！ユリサエマン！
リスナーの悩みを募集し、井塔おざわ両名が解決に向けて思案する。

### ドラマニア大帝国
リスナーからリクエストされたドラマ作品を井塔が一気見し解説、批評を行う。同一出演者の作品はまとめて1つとカウントされるため、作品によっては莫大な時間がかかる。

### 井塔が聴く！日本全国ラジオワールド！
日本全国のラジオ局(AM/FM/コミュニティ問わず)から人気のパーソナリティ、DJ、アナウンサーをリスナーよりリクエストされ、井塔が自ら該当の人物の番組を聴いて感想を述べる。

### 平成令和、特撮ヒーロー大辞典！
リスナーから気になる特撮ヒーローを募集。おざわが該当のヒーローについて生い立ちやキャラクターを解説する。

### 吟じてさえさん
リスナーから日々の鬱憤や切なかったこと、嬉しかったことなどを七五調で募集。詩吟全国5位の腕前を誇るおざわが吟じる。

### みんなのJ-POP名言集
J-POPの歌詞の中で心揺さぶられた名言などをリスナーから募集。井塔とおざわが採用もしくは不採用を決める。

### 天才！歌詞職人
既存曲の替え歌をリスナーから募集。井塔がアカペラで歌い、おざわが天才、凡才、論外を決める。

### ユリサエの真実！
井塔とおざわの趣味趣向など存在しないエピソードをリスナーから募集。

## ゲスト出演者
- 2018年12月7日～12月14日　シンガーソングライター、安倍みなみ
- 2018年12月27日～2019年1月4日　元メロン記念日、大谷雅恵
- 2019年3月8日～3月22日　信州大学現代限界芸術研究会、安藤行宥
- 2019年5月24日～6月7日　デザイナー、柚木勇魚
- 2019年7月26日～8月2日　占い師、Cara
- 2020年1月10日～1月24日　信州大学現代限界芸術研究会、安藤行宥
- 2020年5月8日～5月15日　お笑い芸人、うすくら屋[7]